# فرویو ایکرز (ویرجینیای غربی)
فرویو ایکرز (به انگلیسی: Fairview Acres) یک منطقهٔ مسکونی در ایالات متحده آمریکا است که در شهرستان وود، ویرجینیای غربی واقع شده‌است. فرویو ایکرز ۱۹۹٫۰۴ متر بالاتر از سطح دریا واقع شده‌است.